# Albert Sous
Albert Sous (né le 24 avril 1935 à Stolberg) est un sculpteur allemand.

## Biographie
Après une formation d'orfèvre de 1953 à 1956 et des études de sculpture à l'école des beaux-arts d'Aix-la-Chapelle de 1956 à 1960, il devient maître orfèvre en 1961.
Il crée plusieurs sculptures et monuments dans les espaces publics, comme la fontaine sphérique à Aix-la-Chapelle, la tour à Aurich ou la sculpture équestre de Saint Martin à Mayence (Fürstenbergerhofschule, Mainz-Altstadt).
Il vit à Würselen.

## Source de la traduction
- (de) Cet article est partiellement ou en totalité issu de l’article de Wikipédia en allemand intitulé « Albert Sous » (voir la liste des auteurs).